# ماونا لوا
ماونا لوا یکی از ۵ آتشفشان تشکیل‌دهندهٔ جزایر هاوایی ایالات متحده در اقیانوس آرام است. ماونا لوا، یک آتشفشان سپری و به معنای «کوه بلند» است. ماونا لوا بزرگترین آتشفشان زیردریایی کره زمین از دیدگاه حجم و اندازه است که این ادعا تنها توسط آتشفشان خاموش و غیرفعال تامو ماسیف به چالش کشیده شده‌است. محیط قاعده مخروط این آتشفشان ۶۰۰ کیلومتر و قله آن نسبت به کف اقیانوس آرام که آن را احاطه کرده‌است ۱۰ کیلومتر ارتفاع دارد و به‌طور کلی حجمی بالغ بر ۱۸٬۰۰۰ مایل مکعب (۷۵٬۰۰۰ کیلومتر مکعب) را شامل می‌شود. هر چند، ارتفاع نوک قله آن در حدود ۱۲۵ فوت (۳۸ متر) از آتشفشان همسایه‌اش، مائونا کیا کوتاه‌تر است.
آتشفشان «مائونا لوآ» در هاوایی که ۴ کیلومتر از سطح دریا ارتفاع دارد، بزرگ ترین آتشفشان کره زمین است. مائونا لوأ در نوامبر ۲۰۲۲ در حالی به مدت ۱۲ روز فوران کرد که این اولین فوران این آتشفشان از سال ۱۹۸۴ تا آن زمان بود.
ماونا لوا همراه با سایر قسمت‌های جزایر هاوایی، نشان‌دهندهٔ موادی هستند که به وسیله فوران‌هایی که از یک میلیون سال پیش تاکنون ادامه داشته‌اند، شکل گرفته‌اند. این آتشفشان دست‌کم در حدود ۷۰۰۰۰۰ سال است که در حال فوران است و احتمالاً، در حدود ۴۰۰۰۰۰ سال پیش به لایه‌های بالایی سطح دریا رسیده‌است. در الگوی شکل‌گیری آتشفشان‌های هاوایی، ماونا لوا سرآغازش با فوران‌های زیرسطحی است که به تدریج از طریق فوران‌های زیرزمینی و انباشت تدریجی بازالتهای قلیایی سر از آب دریا بیرون آورده‌است. اگر چه فعالیت این آتشفشان توسط کیلاویا، آتشفشان دیگر و همسایه‌اش در هاوایی تحت‌الشعاع قرار گرفته، با این همه ماونا لوا همچنان فعال است.
آخرین فوران ماونا لوا از ۲۴ مارس تا ۱۵ آوریل ۱۹۸۴ رخ داد. هیچ فوران اخیر آتشفشان منجر به تلفات نشده‌است، اما فوران در سال ۱۹۲۶ و ۱۹۵۰ باعث تخریب روستاها شد، و شهر هیلو، هاوایی تا حدی از اواخر قرن نوزدهم بر روی جریان گدازه ساخته شده‌است. به دلیل خطرات بالقوه ای که برای مراکز جمعیتی ایجاد می‌کند، ماونا لوا بخشی از برنامه آتش فشان‌های دهه است، که مطالعه در مورد خطرناک‌ترین آتشفشان‌های جهان را تشویق می‌کند. ماونا لوا از سال ۱۹۱۲ توسط رصدخانه آتشفشان هاوایی به شدت کنترل می‌شود. مشاهدات جو در رصدخانه ماونا لوا و خورشید در رصدخانه خورشیدی ماونا لوا انجام می‌شود، هر دو در نزدیکی قله کوه. پارک ملی آتش‌فشان‌های هاوایی قله و جناح جنوب شرقی آتشفشان را پوشانده‌است و همچنین کیلاویا، یک آتشفشان جداگانه را در خود جای داده‌است.
پس از آن رخداد تا حدود 40 سال آتشفشان خاموش بود ولی در سال 2022 پس از چند زمین لرزه دوباره فعال شد و خرابی به وجود آورد.